# 切洛莱
切洛莱（義大利語：Cellole），是意大利卡塞塔省的一个市镇。总面积35平方公里，人口7872人，人口密度224.9人/平方公里（2009年）。ISTAT代码为061102。